# باب یوسفیان
باب یوسفیان (ارمنی: Բաբ Հովսեփյան؛ زادهٔ ۲۴ دسامبر ۱۹۵۷) شهردار سابق گلندیل، کالیفرنیا است.
باب یوسفیان در ایران متولد شد، در نوجوانی به لبنان نقل مکان کرد و بعدها به همراه خانواده اش به ایالات متحده آمریکا مهاجرت کرد. باب یوسفیان عضو سابق شورای شهر گلندیل، کالیفرنیا است. او در سالهای ۲۰۰۴ تا ۲۰۰۵ شهردار شهر بود.